# Бруно Барбер
Бруно Барбер (нім. Bruno Barber; 6 березня 1904, Дельменгорст — 28 жовтня 1943, Атлантичний океан) — німецький офіцер-підводник, оберлейтенант-цур-зее резерву крігсмаріне.

## Біографія
В 1922 році вступив матросом на флот. З жовтня 1941 по 31 серпня 1942 року — командир підводного човна U-58, з 27 березня 1943 року — U-220. 8 вересня вийшов у свій перший і останній похід. 28 жовтня U-220 був потоплений в Північній Атлантиці (48°53′ пн. ш. 33°30′ зх. д.) глибинними бомбами двох бомбардувальників «Евенджері» та одного «Вайлдкет» з ескортного авіаносця ВМС США «Блок Айленд». Всі 56 членів екіпажу загинули.
Всього за час бойових дій потопив 2 кораблі загальною водотоннажністю 7199 тонн. Обидва кораблі підірвались на мінах.
| Дата           | Назва корабля | Тип               | Тоннаж | Вантаж                                                                    | Екіпаж | Загинули | Країна             | Конвой |
| -------------- | ------------- | ----------------- | ------ | ------------------------------------------------------------------------- | ------ | -------- | ------------------ | ------ |
| 19 жовтня 1943 | Penolver      | Торговий пароплав | 3,721  | 5300 тонн залізної руди                                                   | 40     | 26       | Британська імперія | WB-65  |
| 19 жовтня 1943 | Delisle       | Торговий пароплав | 3,478  | 3000 тонн цинкового концентрату, техніки, транспортних засобів і асфальту | 42     | 0        | США                | WB-65  |

## Звання
- Штурман (1 березня 1935)
- Оберштурман (1 січня 1936)
- Штабсоберштурман (1 жовтня 1938)
- Лейтенант-цур-зее резерву (1 вересня 1941)
- Оберлейтенант-цур-зее резерву (1 лютого 1942)

## Нагороди
- Медаль «За вислугу років у Вермахті» 4-го, 3-го і 2-го класу (18 років)
- Залізний хрест
  - 2-го класу (6 листопада 1939)
  - 1-го класу (26 лютого 1940)
- Нагрудний знак підводника (23 листопада 1939)